# Chinchorro
Chinchorro (výslovnost [činčoro]) byla kultura předkolumbovské Ameriky, která existovala na pacifickém pobřeží Jižní Ameriky na pomezí moderních států Peru a Chile. Obyvatelstvo osídlilo pouštní pobřeží od moderního města Ilo (peruánský departement Moquegua) po Antofagastu (chilský region Antofagasta). Centrum civilizace bylo na území moderního města Arica v údolí řek Azapa, Camarones a Lluta. Přibližné datové vymezení její existence je mezi roky 7000 před naším letopočtem až 1500 př. n. l.
Od roku 2021 jsou 3 archeologická naleziště součástí světového kulturního dědictví UNESCO.

## Mumie
Kultura je mezi jinými soudobými lovci-sběrači jedinečná svými pohřebními rituály. Již 5000 př. n. l. byli prvními, kdo začali uměle mumifikovat své mrtvé, 2000 let před Egypťany. Pro všechny mumie (rozlišují se tři druhy mumií Chinchorro: černé, červené a obvázané látkami) je společná nasazená paruka a obličejová maska. Proces mumifikace sestával ze stažení kůže, odstranění orgánů, vysušení těla a jeho následným vyplněním a vymodelováním pomocí hlíny, vlny či rostlinných vláken a zpětného nasazení kůže. Tělo mumie bylo vyztuženo tyčkami pro zachování tělesných proporcí.

## Fotogalerie

geografické vymezení kultury
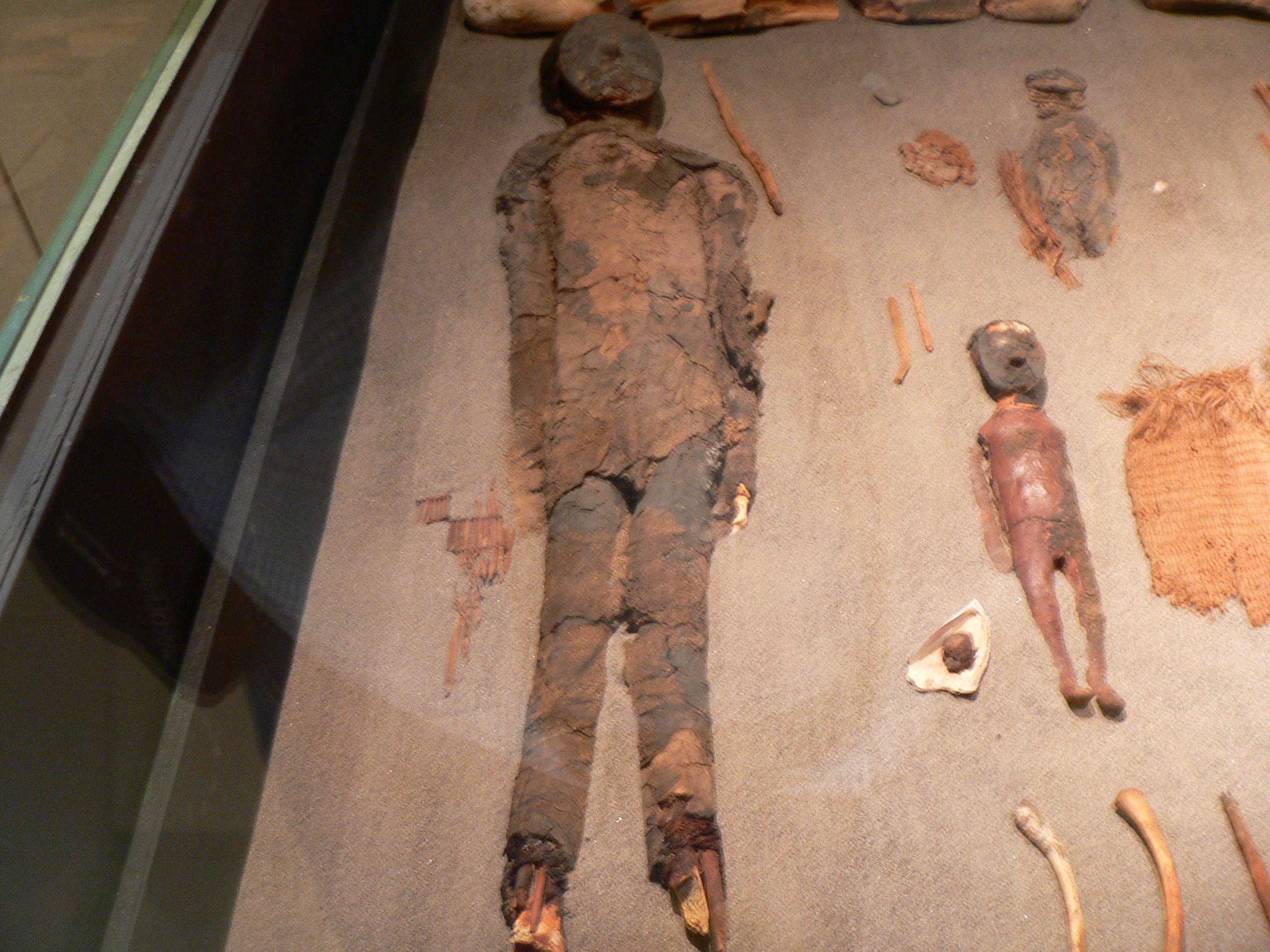
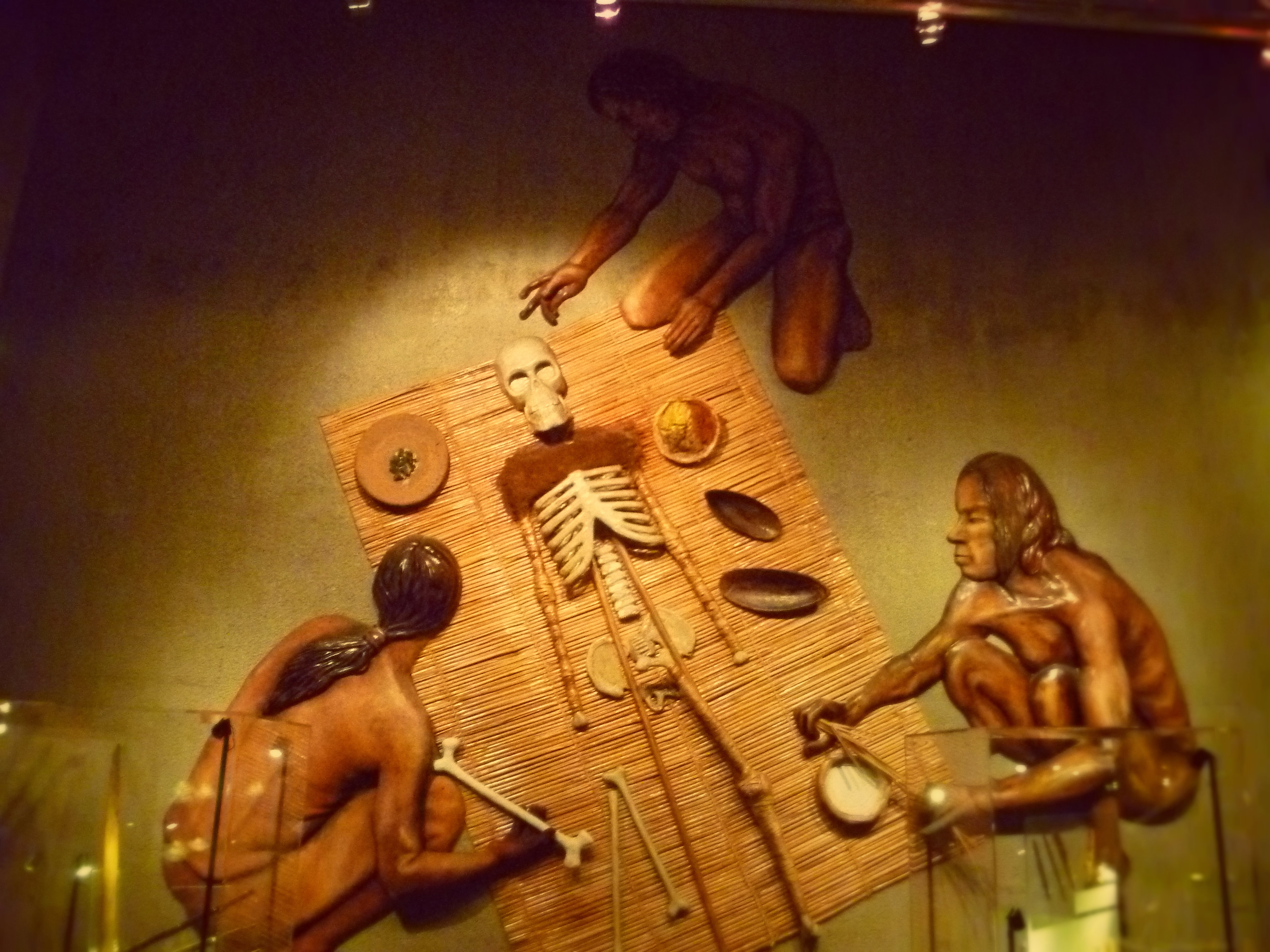